# Konami
Konami Group Corporation (яп. コナミグループ株式会社, Гепберн: Konami Gurūpu kabushiki-gaisha), загальновідома як Konami (TYO: 9766
) — один з провідних розробників і видавців відеоігор, іграшок для дітей, платіжних карток, аніме, торгових, ігрових, розважальних автоматів і інших продуктів.
Компанія була заснована в 1969 році в Осаці, Японія. Засновником був Каґемаса Кодзукі, який і понині є головою.
Назва «Konami» походить від прізвищ засновників — Каґемаси Кодзукі і його партнерів Йосінобу Накамі, Хіро Мацуди і Секіті Іїсіхари, що разом заснували Konami Industry Co., Ltd в 1973 році. «Konami» також може означати «маленька хвиля(і)» японською мовою. Штаб-квартира розташовується в Токіо.

## Історія

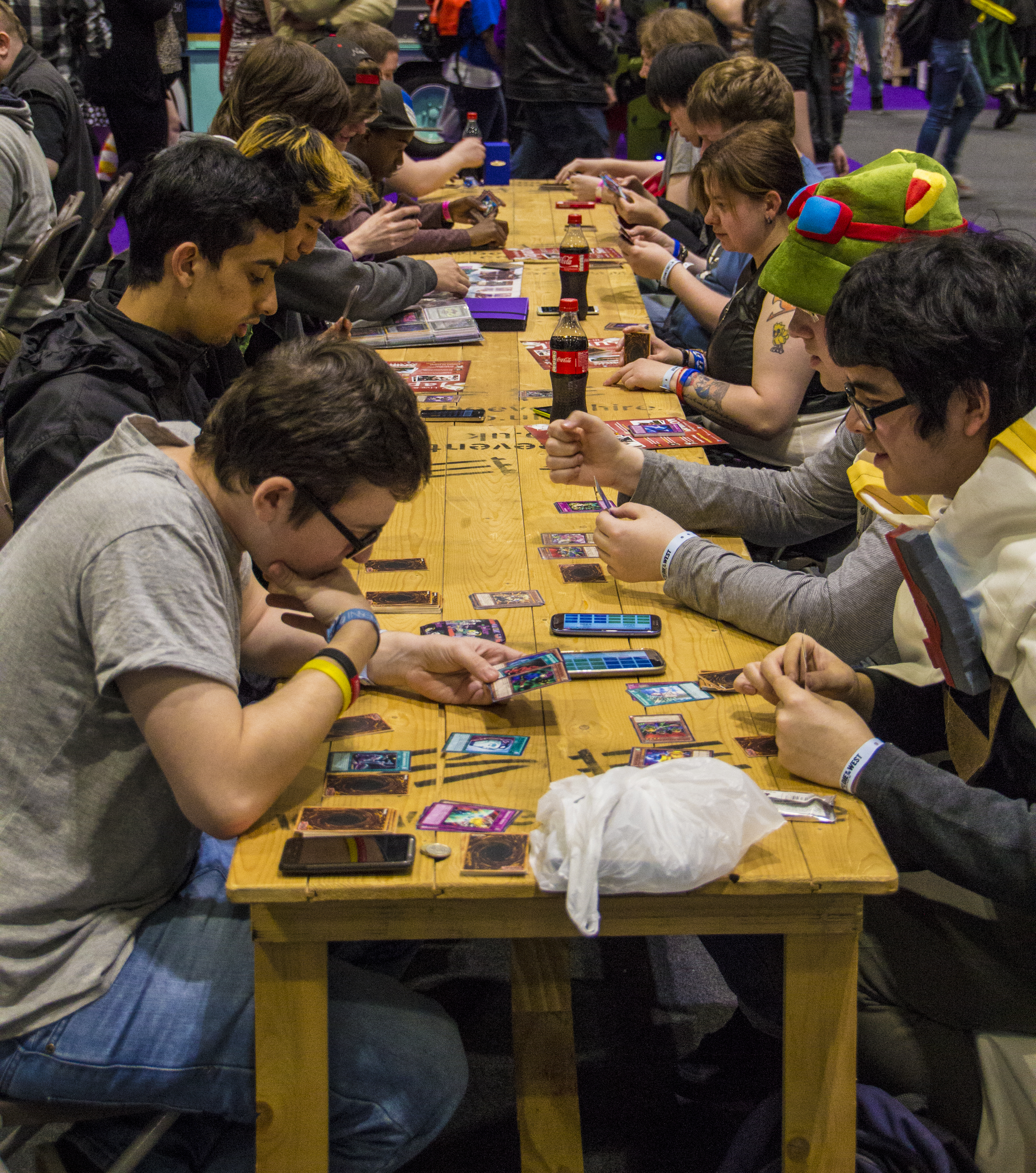
Yu-Gi-Oh! (карткова гра) розроблена та опублікована Konami. У 2011 році Книга рекордів Гіннесса назвала її найбільш продаваною картковою грою в історії: у всьому світі було продано 25,2 мільярда карток.

Компанія була заснована 21 березня 1969 року і офіційно зареєстрована під назвою Konami Industry Co., Ltd. (コナミ工業株式会社, Konami Kōgyō kabushiki gaisha) 19 березня 1973 року. Засновник і голова компанії, Каґемаса Кодзукі (відомий також як Каз Кодзукі), займався орендою та ремонтом музичних автоматів у місті Тойонака, Осака, перед тим як трансформувати бізнес у виробництво розважальних автоматів для відеоаркад. Їхня перша відеогра з монетним приймачем була випущена у 1978 році, а наступного року вони почали експортувати продукцію до США.
Konami почала досягати успіху з аркадними іграми на початку 1980-х років, починаючи з гри Scramble (1981), за якою послідували хіти, такі як Frogger (1981), Super Cobra (1981), Time Pilot (1982), Roc'n Rope (1983), Track & Field (1983) та Yie Ar Kung-Fu (1985). Багато їхніх ранніх ігор були ліцензовані іншими компаніями для випуску в США, включаючи Centuri, Stern Electronics, Sega та Gremlin Industries. Вони заснували свою американську дочірню компанію Konami Inc. (пізніше Konami of America Inc. та Konami Digital Entertainment Inc.) у листопаді 1982 року; спочатку вона була розташована в Торренсі, Каліфорнія, але у 1984 році переїхала до Баффало Гроув, Іллінойс, після придбання аркадного дистриб'ютора Interlogic, Inc., засновник і президент якого, Бен Гарел, став президентом Konami Inc. У цей період Konami почала розширювати свій бізнес у сфері відеоігор для домашніх споживачів після короткочасного випуску відеоігор для Atari 2600 у 1982 році для ринку США. Компанія випустила численні ігри для домашнього комп'ютера стандарту MSX у 1983 році, а потім для Nintendo Entertainment System у 1985 році. Багато франшиз Konami були створені в цей період як на обох платформах, так і в аркадах, такі як Gradius, Castlevania, Twin Bee, Ganbare Goemon, Contra та Metal Gear, а також вони досягли успіху з ліцензійними іграми, такими як Teenage Mutant Ninja Turtles (TMNT). Завдяки успіху їхніх аркадних ігор та ігор для NES, доходи Konami зросли з $10 мільйонів у 1987 році до $300 мільйонів у 1991 році. Перша аркадна гра Teenage Mutant Ninja Turtles (1989) стала найприбутковішою аркадною грою Konami.
У червні 1991 року юридична назва Konami була змінена на Konami Co., Ltd. (コナミ株式会社, Konami kabushiki gaisha), а їхній штаб був перенесений до Мінато, Токіо, у квітні 1993 року. У цей період компанія почала підтримувати 16-бітні ігрові консолі, починаючи з Super NES у 1990 році, потім з PC Engine у 1991 році та Sega Genesis у 1992 році.
Після запуску Sega Saturn і PlayStation у 1994 році Konami стала компанією з організацією бізнесу за дивізіями, створивши кілька дочірніх компаній Konami Computer Entertainment (KCE), починаючи з KCE Tokyo та KCE Osaka (пізніше відомої як KCE Studios) у квітні 1995 року, а потім KCE Japan (пізніше відомої як Kojima Productions) у квітні 1996 року. Кожна дочірня компанія KCE створювала різні інтелектуальні продукти, такі як серія Silent Hill від KCE Tokyo та серія Metal Gear Solid від KCE Japan (відродження серії Metal Gear на MSX). У 1997 році Konami почала виробляти ритмічні ігри для аркад під брендом Bemani і розширилася в бізнес колекційних карткових ігор з випуском [[Yu-Gi-Oh! (карткова гра)|Yu-Gi-Oh! Trading Card Game]]. Konami була відома не лише своїми картковими іграми, але й увійшла в бізнес Патінко. Патінко відіграла велику роль у успіху Konami, оскільки вона почала популяризувати нових, ніколи раніше не бачених персонажів.
У липні 2000 року юридична англійська назва компанії була змінена на Konami Corporation, але японська юридична назва залишилася незмінною. Коли компанія почала розробляти відеоігри для консолей шостого покоління, вона розширилася в сферу здоров'я та фітнесу, придбавши компанії People Co., Ltd і Daiei Olympic Sports Club, Inc., які стали дочірніми компаніями Konami. У серпні 2001 року компанія інвестувала в іншого видавця відеоігор, Hudson Soft, який став консолідованою дочірньою компанією після того, як Konami прийняла нові акції третьої сторони, випущені ними. У січні 2003 року Avranches Automatique почала займатися продажами аркадних ігор Konami в Європі за межами Великої Британії та Ірландії. 7 лютого 2003 року Betson Enterprises взяла на себе розповсюдження та обслуговування аркадних ігор Konami у США. Через деякий час компанія PMT Sales почала займатися продажами аркадних ігор Konami у Великій Британії та Ірландії. У березні 2006 року Konami об’єднала всі свої підрозділи з розробки відеоігор у нову дочірню компанію під назвою Konami Digital Entertainment Co. (KDE), оскільки материнська компанія стала чисто холдинговою компанією. Їхній штаб було перенесено до Мінато, Токіо, у 2007 році. 20 січня 2009 року компанія Electrocoin стала ексклюзивним дистриб'ютором та агентом з післяпродажного обслуговування аркадних ігор Konami у Європі, Росії, на Близькому Сході та в Африці.
Поглинання Hudson Soft у 2012 році призвело до додавання кількох інших франшиз, включаючи: Adventure Island, Bonk, Bloody Roar, Bomberman, Far East of Eden та Star Soldier.
У квітні 2015 року Konami вилучила себе з Нью-Йоркської фондової біржі після розпуску своєї дочірньої компанії Kojima Productions. У перекладеному інтерв'ю з Nikkei Trendy Net, опублікованому наступного місяця, новопризначений президент ігрового підрозділу Konami, Konami Digital Entertainment, Хідека Хаякава, оголосив, що Konami на певний час змістить фокус на мобільні ігри, заявивши, що «мобільні ігри – це майбутнє ігрової індустрії». Торгова назва компанії була змінена з Konami Corporation на Konami Holdings Corporation у тому ж місяці. Того ж року Konami консолідувала свої виробничі команди, створені у 2004 році, у своєму штабі, включаючи Pawapuro Production, BEMANI Production, Virtual Kiss Production, Loveplus Production, Kojima Productions та інші.
У 2017 році Konami оголосила, що буде відроджувати деякі інші відомі назви відеоігор компанії після успіху їхньої гри для Nintendo Switch під назвою Super Bomberman R.

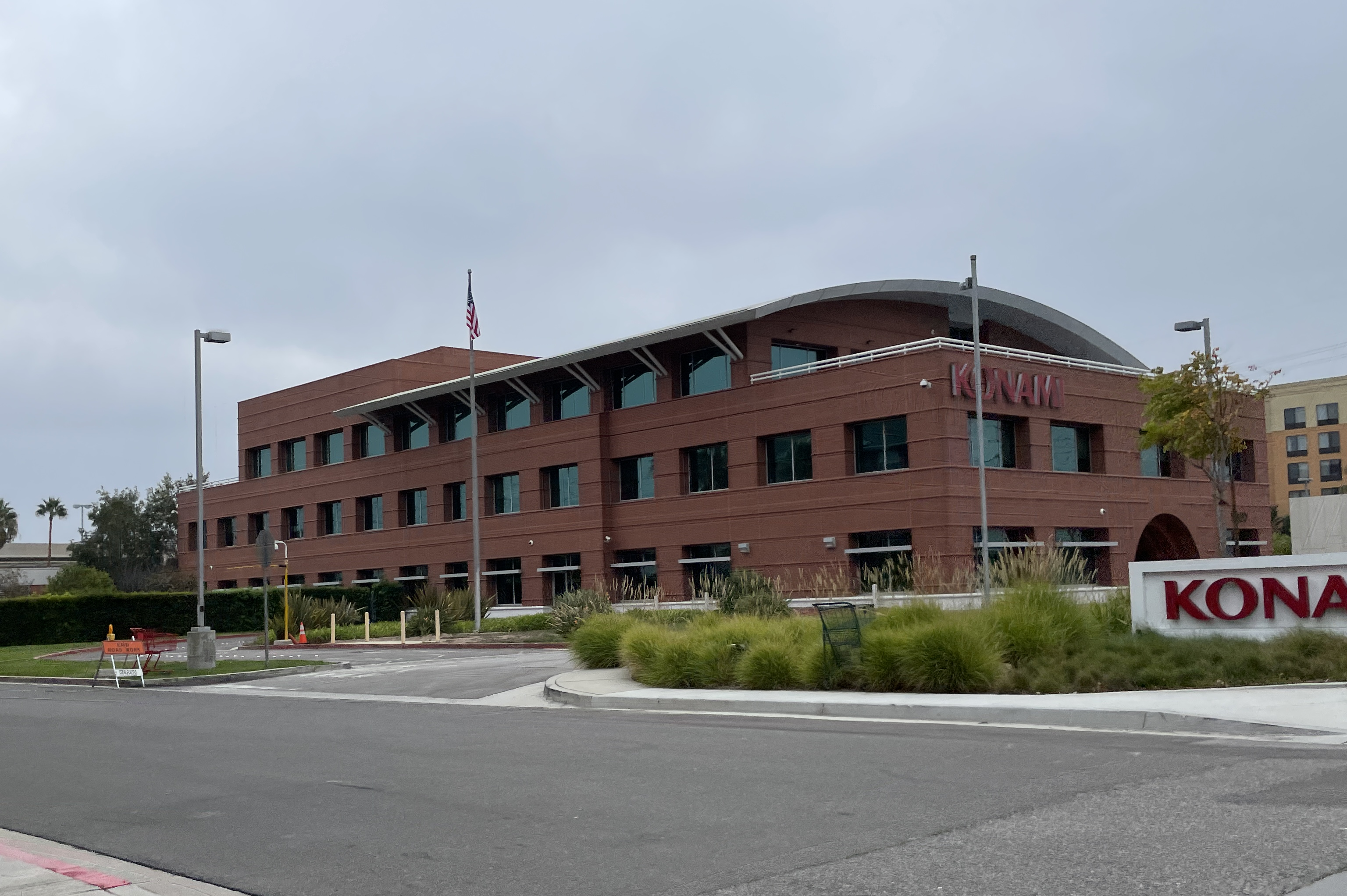
Штаб-квартира Konami Digital Entertainment у Північній Америці в Готорні, Каліфорнія

На початку 2020 року Konami перенесла свій штаб до району Ґіндза в Токіо, де також розташовані майданчики для проведення кіберспортивних подій та школа для гравців у кіберспорт.
Konami оголосила про значну реструктуризацію Konami Digital Entertainment 25 січня 2021 року, яка включала розпуск своїх продуктових підрозділів 1, 2 і 3, щоб їх знову об'єднати у нову структуру, яку буде оголошено пізніше. Konami запевнила, що це не вплине на їхню відданість відеоіграм і є лише внутрішньою реструктуризацією. 1 липня 2022 року Konami знову змінила свою корпоративну назву з Konami Holdings Corporation на Konami Group Corporation.
У квітні 2023 року Konami оголосила, що відкрила нову студію в Осаці, Японія. Новий офіс, розташований у південній будівлі Umeda Sky Building, підтримає розробника в його зусиллях як розвиватися, так і зберігати стабільність протягом наступних десятиліть. Konami зазначила, що нова будівля буде основною ланкою у поточних і майбутніх проектах студії, сподіваючись, що Konami Osaka сприятиме «сталому зростанню» протягом наступних 50 років.
У лютому 2024 року Konami Digital Entertainment оголосила про створення власної аніме-студії під назвою Konami Animation. Студія інвестуватиме технології комп’ютерної графіки та досвід, здобутий під час розробки ігор, в анімацію, і планує працювати не лише над власними інтелектуальними проєктами Konami, але й над іншими проєктами. Її перша робота була PV до 25-ї річниці Yu-Gi-Oh!.

## Корпоративна структура

### Японія
- Konami Group Corporation[36][37]

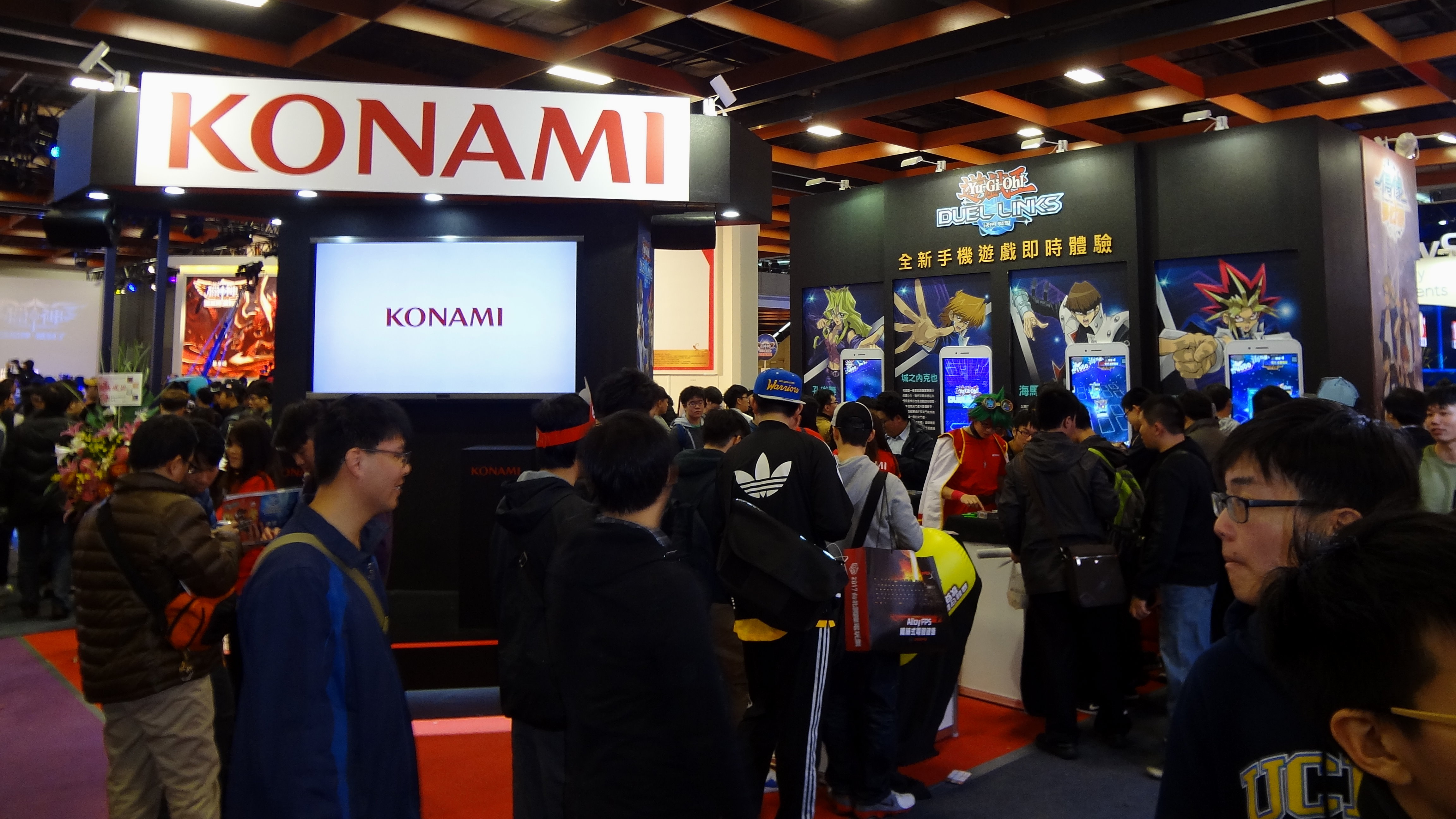
Стенд Konami Digital Entertainment на Taipei Game Show 2017

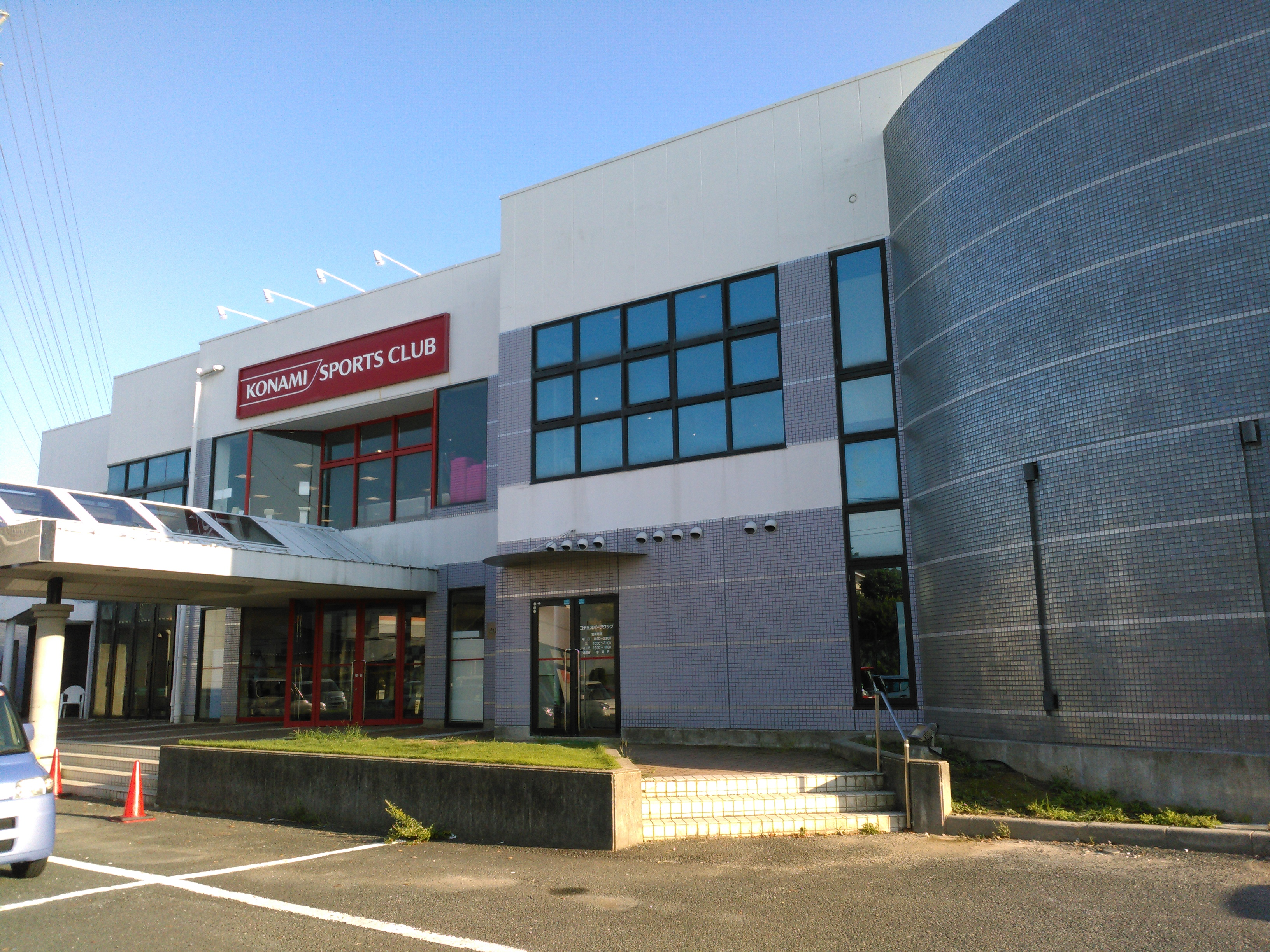
Спортивний клуб Konami в Тойохасі. Konami Sports & Life керує фітнес-клубами по всій Японії.

- Konami Digital Entertainment Co., Ltd.
- Konami Sports & Life Co., Ltd.
- Konami Amusement Co., Ltd.
- Konami Real Estate, Inc.
- KPE, Inc.
- Konami Manufacturing and Service, Inc.
- Konami Facility Service, Inc.
- KME Co., Ltd.
- Takasago Electric Industry Co., Ltd.
- Digital Golf, Inc.: 20 січня 2011 року Konami Corporation оголосила про придбання Digital Golf шляхом обміну акціями. Digital Golf стала дочірньою компанією Konami. Обмін набув чинності 1 березня 2011 року[38].
- Internet Revolution, Inc.
- Biz Share Corporation
- Combi Wellness Corporation
- The Club At Yebisu Garden Co., Ltd.

### Australia
- Konami Australia Pty Ltd (заснована в 1996)

### Америка

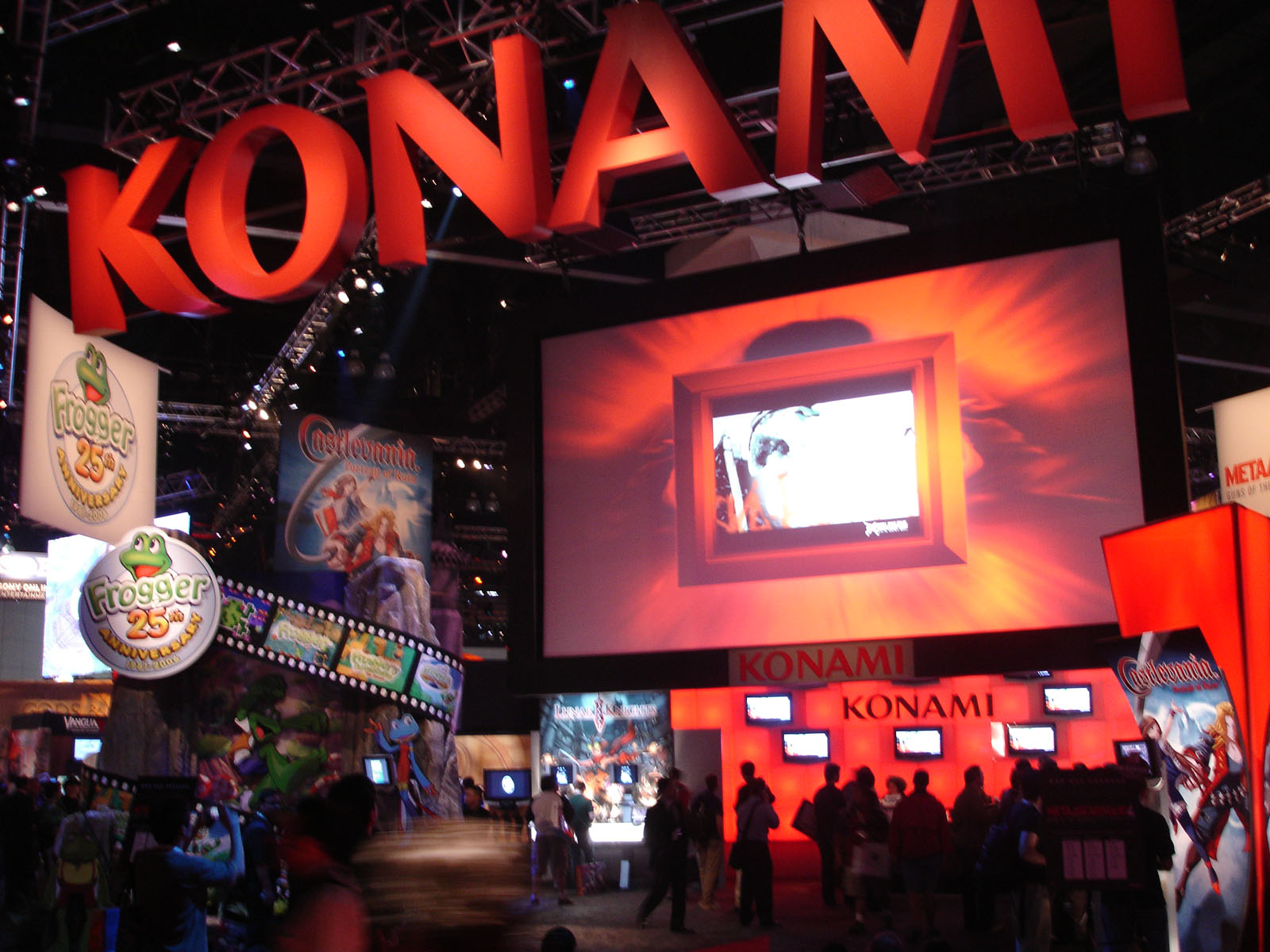
Стенд Konami America на E3 2006

- Konami Corporation of America: Поточна холдингова компанія, що базується в США.
- Konami Digital Entertainment, Inc.: колишня американська холдингова компанія, раніше Konami of America Inc., Konami Corporation of America. 13 жовтня 2003 року корпорація Konami з Редвуд-Сіті, штат Каліфорнія, оголосила про розширення своєї діяльності до Ель-Сегундо, штат Каліфорнія, під новою назвою Konami Digital Entertainment, Inc. Відтоді операції в Редвуд-Сіті були консолідовані до Ель-Сегундо в 2007 році та переїхала до Хоторна, штат Каліфорнія, у 2021 році[39].
  - Konami Gaming, Inc. в Парадайз, Невада.
  - Konami Cross Media NY

### Європа
- Konami Digital Entertainment B.V.: Європейська холдингова компанія.
- Konami Digital Entertainment GmbH: колишня холдингова компанія Europe, раніше Konami Limited, Konami Corporation of Europe B.V. 31 березня 2003 року Konami of Europe оголосила про перейменування на Konami Digital Entertainment GmbH на початку нового фінансового року Konami, 1 квітня 2003 року[40].

### Азія
- Konami Digital Entertainment Limited (科樂美數碼娛樂有限公司): заснована у вересні 1994 року як Konami (Hong Kong) Limited. Корейський і Сінгапурський підрозділи були створені в жовтні 2000 року. У червні 2001 року компанія змінила назву на Konami Marketing (Asia) Ltd. (科樂美行銷(亞洲)有限公司). У березні 2006 року компанія була перейменована в Konami Digital Entertainment Limited[41][42].
- Konami Software Shanghai, Inc. (科乐美软件（上海）有限公司): заснована в червні 2000[43].
- Konami Digital Entertainment Co. (주식회사 코나미 디지털 엔터테인먼트): Південнокорейський виробник і дистриб’ютор ігор, спочатку заснований як корейська філія Konami Digital Entertainment Limited. 1 травня 2008 року вона стала окремою компанією та успадкувала існуючу діяльність колишньої корейської філії в червні 2008 року[44].

7 листопада 2005 року корпорація Konami оголосила про реструктуризацію корпорації Konami в холдингову компанію, перемістивши японський сегмент Digital Entertainment Business під корпорацію Konami. Бізнес цифрових розваг став Konami Digital Entertainment Co., Ltd. Очікувалося, що новостворена Konami Corporation почне роботу 31 березня 2006 року.

### Konami Digital Entertainment

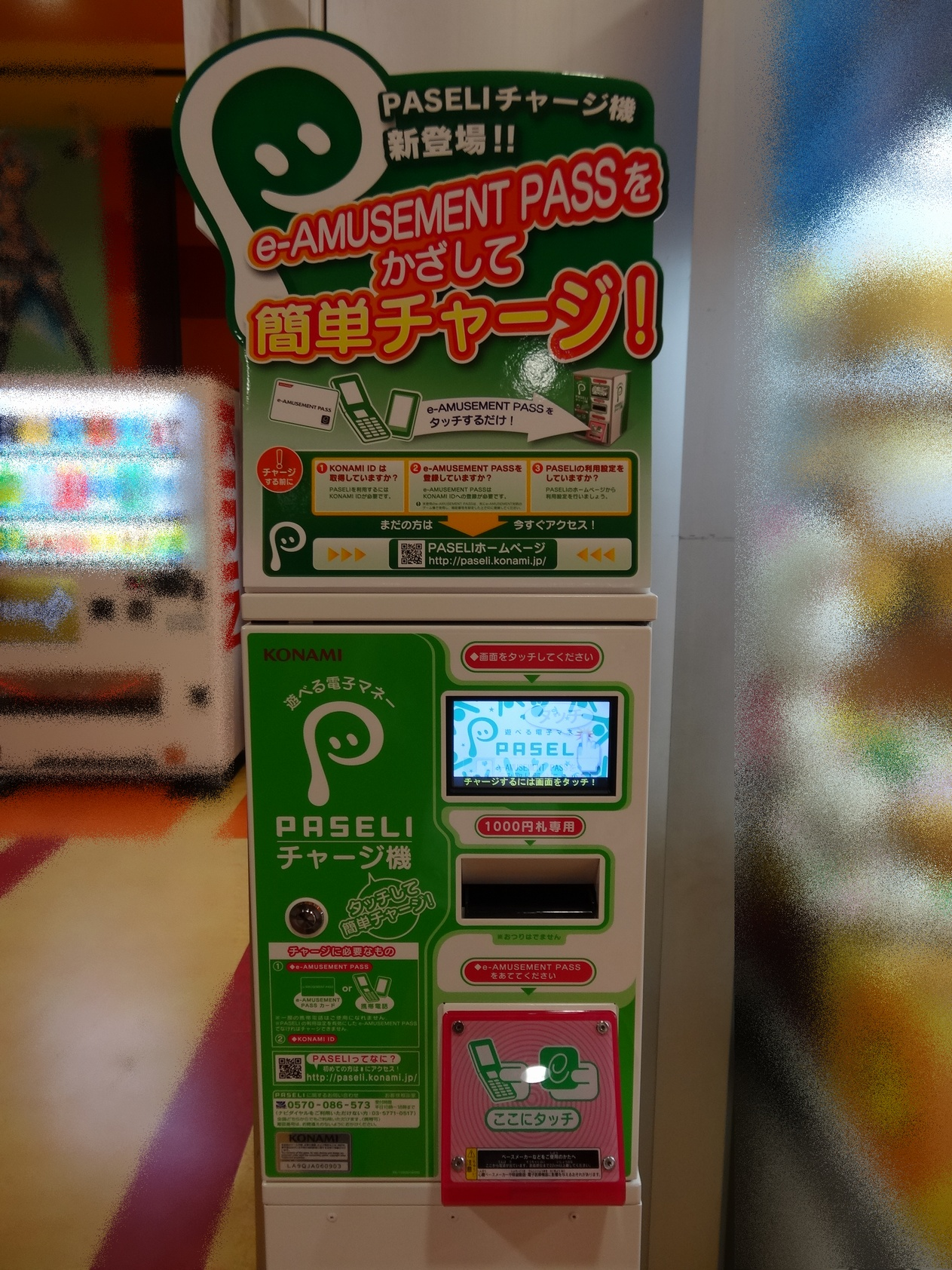
Paseli Charger

Konami Digital Entertainment Co., Ltd. (яп. 株式会社コナミデジタルエンタテインメント, Kabushiki-gaisha Konami Dejitaru Entateinmento) — японський підрозділ Konami з розробки та видавництва відеоігор, заснований 31 березня 2006 року. До того, як у 2006 році Konami Corporation офіційно перетворилася на холдингову компанію, різні форми компаній Konami Digital Entertainment були створені як холдингові компанії або видавці. Остання компанія, японська Konami Digital Entertainment Co., Ltd., була відокремлена від Konami Corporation під час процесу реструктуризації холдингової компанії.

#### Дочірні підприємства
- Konami Digital Entertainment, Inc.: North American division, засновано 13 жовтня 2003.
- Konami Digital Entertainment GmbH: European division, засновано 1 квітня 2003.
- Konami Digital Entertainment Limited: Hong Kong division, засновано у вересні 1994 року як Konami (Hong Kong) Limited. У березні 2006 року його було перейменовано на Konami Digital Entertainment Limited.
- KME Co., Ltd (KME Corporation): музичний підрозділ, засновано 1 жовтня 2010 року[48].
- Konami Animation: Аніме-студія, заснована в 2023 році.

#### Технології
Fox Engine був власним ігровим рушієм від Konami. Розробку рушія розпочав Хідео Кодзіма після завершення роботи над Metal Gear Solid 4: Guns of the Patriots у 2008 році з метою створення «найкращого рушія у світі». Першою комерційно випущеною грою, у якій використовується Fox Engine, була Pro Evolution Soccer 2014.
Рушій був розроблений, щоб дозволити Kojima Productions розробляти мультиплатформенні ігри зі значно скороченим часом розробки, і був описаний як перший крок для розробника, щоб відмовитися від розробки для однієї платформи. Рушій названий на честь FOX, вигаданого військового підрозділу із серії Metal Gear, що також є відображенням самої Kojima Productions, яка заснувала свій логотип компанії на основі емблеми лисиці FOX.
Після семи років використання серії Pro Evolution Soccer Konami припинила використання Fox Engine на користь Unreal Engine через те, що PES Productions зосередила зусилля на розробці консолей PlayStation 5 і Xbox Series X.

### Колишні підприємства

#### Konami Computer Entertainment Tokyo
Konami Computer Entertainment Tokyo (також відома, як KCET, KCE Tokyo, Konamy TYO та Konami Computer Entertainment Tokyo Co., Ltd.) – одна із колишніх студій Konami Corporation, що відповідала за розробку та підтримку різноманітних серій відеоігор та франшиз, зокрема таких, як Pro Evolution Soccer/Winning Eleven, Castlevania, Dance Dance Revolution, Gradius та Silent Hill. Розташовувалася у місті Токіо, Японія. Разом із Konami STUDIO та Konami JPN 1 квітня 2005 року була приєднана до холдингової компанії.

#### Megacyber Corporation
2 жовтня 2006 року Konami Corporation оголосила про завершення придбання розробника контенту для мобільних телефонів Megacyber Corporation.
6 лютого 2007 року корпорація Konami оголосила про злиття корпорації Megacyber із Konami Digital Entertainment Co., Ltd., причому Konami Digital Entertainment Co., Ltd. залишилася компанією, що набула чинності 1 квітня 2007 року.

## Відеоігри Konami

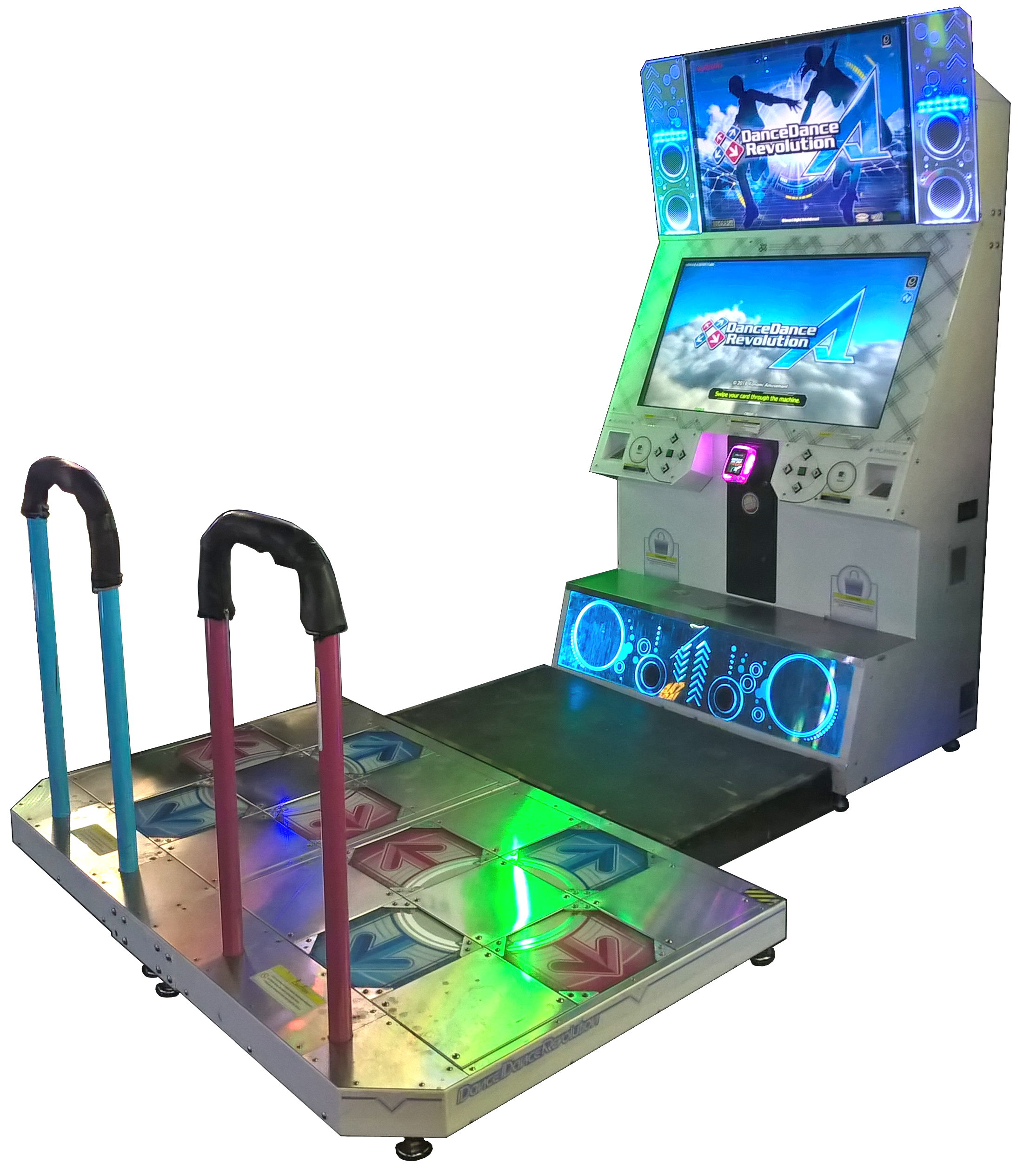
Аркадний автомат Dance Dance Revolution

Основні ігри від Konami включають серію екшн-ігор Castlevania, серію survival horror Silent Hill, серію екшн-шутерів Contra, серію платформних пригод Ganbare Goemon, серію стелс-екшн Metal Gear, серію рольових ігор Suikoden, серію ритм-ігор Bemani (яка включає Dance Dance Revolution, Beatmania IIDX, GuitarFreaks, DrumMania, Pop'n Music та інші), Dancing with the Stars, серію симуляторів побачень Tokimeki Memorial та футбольний симулятор Pro Evolution Soccer.
Konami також створила аркадні ігри типу «стрілялок», такі як Gradius, Life Force, Time Pilot, Gyruss, Parodius, Axelay та TwinBee. Konami також ліцензує ігри, засновані на мультфільмах, зокрема, Batman: The Animated Series, Teenage Mutant Ninja Turtles, Tiny Toon Adventures та серію Animaniacs, а також інші американські продукти, такі як The Simpsons, Bucky O'Hare, G.I. Joe, X-Men і The Goonies. Також в якийсь момент Konami випускала ігри на основі французького коміксу Asterix як на аркадних автоматах, так і на ігрових консолях.
Деякі кінематографічно стилізовані франшизи від Konami включають франшизу survival horror Silent Hill та серію Metal Gear. Ще одна успішна франшиза – Winning Eleven, духовний спадкоємець International Superstar Soccer. В Японії компанія відома популярною серією бейсбольних ігор Jikkyō Powerful Pro Yakyū та іграми серії Zone of the Enders. Компанія отримала права на гру Saw від Brash Entertainment, коли її виробництво було призупинене через фінансові проблеми.
Konami також відома своїм паролем, Кодом Konami, який традиційно надає багато посилень у її іграх.

## Виробництво фільмів
У 2006 році Konami почала знімати фільми на основі своїх франшиз. Konami випустила фільм Silent Hill (вийшов у 2006 році) і оголосила, що вони випустять фільм Metal Gear Solid. 4 грудня 2020 року Deadline повідомило, що Оскар Айзек зіграє Соліда Снейка в екранізації, яка наразі розробляється Sony Pictures за участю Джордана Фогт-Робертса для режисури.

## Персональні комп'ютери
У 2020 році Konami запустила в Японії бренд для ПК-ґеймінгу під назвою Arespear, який включає настільні комп’ютери, клавіатури та гарнітури (останні були розроблені у співпраці з музикантами Konami з проєкту Bemani).

## Суперечки

### Silent Hillsі скорочення розвитку відеоігор
Silent Hills, яка мала стати дев'ятою частиною серії відеоігор Silent Hill, була раптово скасована у квітні 2015 року без пояснень, незважаючи на високу оцінку критиків і успіх ігрового тизера P.T.. Через кілька годин після оголошення Konami вилучила себе з Нью-Йоркської фондової біржі.
Співрежисер та сценарист гри Гільєрмо дель Торо публічно розкритикував скасування, назвавши його безглуздим, і висловив обурення тим, що він описав як «випалювальну» політику щодо видалення трейлера. Через цей досвід дель Торо заявив, що більше ніколи не працюватиме над відеоіграми.
У 2015 році генеральний директор Konami Digital Entertainment Хідека Хаякава оголосив, що з кількома винятками Konami припинить розробку ігор для консолей і натомість зосередиться на мобільній ігровій платформі. Це рішення було різко розкритиковане ігровою спільнотою. Незабаром після цього менеджер спільноти Konami UK Грем Дей заперечив повідомлення про те, що Konami припинить розробку ігор класу AAA, зазначивши, що проблема, на його думку, полягає в неправильному перекладі або хибному тлумаченні заяв Хаякави.

### Kojima Productions
3 березня 2015 року Konami оголосила, що змістить свій фокус від окремих студій, зокрема Kojima Productions. Внутрішні джерела стверджували, що реструктуризація була пов'язана з конфліктом між Хідео Кодзімою та Konami. Незабаром усі згадки про Кодзіму були вилучені з рекламних матеріалів, а його посада виконавчого віцепрезидента Konami Digital Entertainment була знята з офіційного списку керівників компанії.
Пізніше того ж року юридичний відділ Konami заборонив Кодзімі прийняти нагороду за «Найкращу екшн-пригодницьку гру» за його роботу над Metal Gear Solid V: The Phantom Pain на церемонії The Game Awards 2015. Коли це було оголошено під час заходу, аудиторія висловила своє невдоволення діями Konami. Ведучий Джефф Кейлі висловив своє розчарування діями Konami. Після того, як актор Кіфер Сазерленд прийняв нагороду замість Кодзіми, хор виконав «Quiet's Theme» з The Phantom Pain на знак пошани до відсутнього Кодзіми. Кодзіма залишив Konami через кілька днів після цього та відновив Kojima Productions як незалежну компанію.

### Ставлення до працівників та колишніх працівників
У серпні 2015 року The Nikkei розкритикував Konami за неетичне ставлення до працівників. У червні 2017 року The Nikkei додатково повідомив про продовження конфліктів між Konami та Kojima Productions, що ускладнювало подання студії на медичне страхування, а також про дії Konami, які створювали труднощі для колишніх працівників у пошуку нових робочих місць; їм, зокрема, заборонено згадувати про роботу в Konami у своїх резюме. Konami також почала подавати скарги на інші ігрові компанії, які наймали колишніх працівників Konami, що призвело до того, що одна велика ігрова компанія застерегла свій персонал від таких дій. Один із колишніх співробітників Konami зазначив: «Якщо екс-працівник Konami дає інтерв'ю засобам масової інформації, компанія надсилає цій особі листа через юридичного представника, в деяких випадках вказуючи, що Konami готова звернутися до суду»; також вони чинили тиск на колишнього співробітника, змушуючи його закрити свій новий бізнес.

## Ключові фігури
- Хідео Кодзіма — геймдизайнер, сценарист, продюсер, керівник та ключова фігура розробки відеоігор серії ігор Metal Gear. Кодзіма залишив Konami в 2015 році через чисельні конфлікти.
- Кодзі Іґарасі — продюсер серії ігор Castlevania
- Ямаока Акіра — японський композитор, мультиінструменталіст, автор музики більшості відеоігор компанії